# Jonathon Buckley
Jonathon „Bucko“ Buckley (* auf Tasmanien) ist ein australischer Schauspieler, Synchronsprecher, Hörfunkmoderator und Moderator.

## Leben
Buckley ist Absolvent der University of Tasmania. Dort erhielt er seinen Bachelor im Fach Schauspiel. Danach arbeitete er jahrelang als Hörfunkmoderator, unter anderem vier Jahre lang für Nova 100 mit Sitz in Melbourne oder für den in Los Angeles beheimateten Radiosender KOST, wo er die 103.5 Morning Show moderierte. In den USA berichtete er über zehn Jahre lang über die nationale Automobilindustrie und reiste als Moderator von Translogic durch die Staaten, um über die weltweit einzigartigsten und extremsten Transportmittel zu berichten.
Noch während seiner Zeit in Australien machte er sein Schauspieldebüt, als er 2005 in zwei Episoden die Rolle des Grant Firth in der Fernsehserie Nachbarn und in drei Episoden der Fernsehserie The Secret Life of Us mitwirkte. 2010 folgte eine Besetzung in dem US-amerikanischen Kurzfilm Green Clean: Eco Clean!. 2013 übernahm er in sieben Episoden der Fernsehserie Siberia passend zu seinem bisherigen Berufsbild eine Rolle als Moderator. 2015 war er in sechs Episoden der Fernsehserie Footballer Wants a Wife in der Rolle des Dustin zu sehen. Im selben Jahr übernahm er auch eine Charakterrolle in der Fernsehserie Project Mc². 2019 übernahm er eine der Hauptrollen im Tierhorrorfilm Zoombies 2 – Die Rache der Tiere sowie eine Rolle in zwei Episoden der Fernsehserie Mayans M.C..
Nebenbei ist Buckley als Synchronsprecher tätig und seine markante Stimme fand Verwendung in verschiedenen Videospielen.

## Filmografie
- 2005: Nachbarn (Fernsehserie, 2 Episoden)
- 2005: The Secret Life of Us (Fernsehserie, 3 Episoden)
- 2010: Green Clean: Eco Clean! (Kurzfilm)
- 2011: Sheep Impact (Kurzfilm)
- 2011: Maria My Love
- 2013: Siberia (Fernsehserie, 7 Episoden)
- 2015: Project Mc² (Fernsehserie)
- 2015: Footballer Wants a Wife (Fernsehserie, 6 Episoden)
- 2019: Zoombies 2 – Die Rache der Tiere (Zoombies 2)
- 2019: Mayans M.C. (Fernsehserie, 2 Episoden)

## Synchronisation
- 2009: Galactic Bowling (Videospiel)
- 2017: We Bare Bears – Bären wie wir (We Bare Bears) (Zeichentrickserie, Episode 3x02)
- 2019: Call of Duty: Modern Warfare (Videospiel)